# Вејхе
Вејхе (њем. Weyhe) општина је у њемачкој савезној држави Доња Саксонија. Једно је од 47 општинских средишта округа Дипхолц. Према процјени из 2010. у општини је живјело 30.316 становника. Посједује регионалну шифру (AGS) 3251047.

## Географски и демографски подаци
Вејхе се налази у савезној држави Доња Саксонија у округу Дипхолц. Општина се налази на надморској висини од 5 - 12 метара. Површина општине износи 60,2 km². У самом мјесту је, према процјени из 2010. године, живјело 30.316 становника. Просјечна густина становништва износи 503 становника/km².

## Међународна сарадња
| Мјесто | Држава    | Врста сарадње | Од    |
| ------ | --------- | ------------- | ----- |
| Мадона | Летонија  | партнерство   | 1990. |
| Кулен  | Француска | партнерство   | 1972. |
| Извор  |           |               |       |